# Juan Iglesias Marcelo
Juan Ángel Iglesias Marcelo (Cáceres, 1 de marzo de 1931-Ib., 1 de febrero de 2022) fue un político español. Fue alcalde de Cáceres (1983-1987) y senador (1982-2000).

## Biografía
Nacido en Cáceres. Casado y con cuatro hijos. Fue profesor de Enseñanza Media y catedrático de Bachillerato, además de inspector de Educación del estado e inspector jefe de Educación en la provincia de Cáceres (1976-1982). Fue director del Instituto de Bachillerato Claudio Moyano en Zamora. 

## Vida política

### Concejal y alcalde en Cáceres
Miembro del PSOE, en las elecciones municipales de 1979 fue elegido concejal en el Ayuntamiento de Cáceres, siendo elegido alcalde tras las elecciones municipales de 1983. Tras acabar su mandato, en 1987 no se presentó a la reelección, siendo sustituido en la candidatura de su partido y finalmente en la alcaldía por su compañero de filas Carlos Sánchez Polo. 

### Senador
En 1982 fue elegido senador por la provincia de Cáceres, cargo que mantuvo hasta su retirada en 2000.
En 2010 le fue otorgada la Encomienda de la Orden de Alfonso X el Sabio por el ministro Ángel Gabilondo Pujol.

### Fallecimiento
Falleció en la clínica San Francisco de Cáceres, el martes 1 de febrero de 2022, donde había sido ingresado varios días antes.